# Русько-Полянський приболотний (заказник)
Русько-Полянський приболотний — ландшафтний заказник місцевого значення в Черкаському районі Черкаської області.

## Опис
Заказник площею 74 га розташовано на території Черкаського бору у кв. 146 вид. 1 Руськополянського лісництва.
Як об'єкт природно-заповідного фонду створено рішенням Черкаського облвиконкому від 21.11.1984 р. № 354. Землекористувач або землевласник, у віданні якого перебуває заповідний об'єкт — ДП «Черкаське лісомисливське господарство»..
На території заказника насадження стиглого соснового лісу віком 100 років повнотою 0,5. Середня висота — 27 м, середній діаметр — 40 см. У трав'яному покриві зростають лікарські рослини.